# Хьюберт де Бург, 1-й граф Кент
Хьюберт (Хью) де Бург (англ. Hubert de Burgh; ок. 1160 — 12 мая 1243) — главный юстициарий Англии (1215—1232) и смотритель Пяти портов (1215), 1-й граф Кент (1227—1232), один из самых влиятельных баронов во времена правления Иоанна Безземельного и Генриха III.

## Биография

### Молодые годы. Служба при Иоанне
Хьюберт был сыном Уолтера де Бурга из замка Бург в Норфолке и его жены Элис. Он был младшим братом Уильяма де Бурга, который сопровождал принца Иоанна в Ирландию в 1185 году, и в конечном итоге стал лордом Коннахта. Хьюберт имел также двух младших братьев, Джеффри и Томаса. Первый стал архидиаконом Норвича в 1202 году, а затем епископом Или, а второй был кастеляном Нориджа с 1215 по 1216 год.

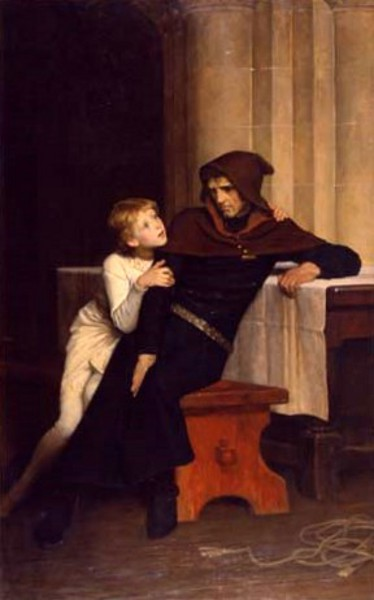
Уильям Йимз, Герцог Бретани Артур и Хьюберт де Бург (1882).

Хьюберт был мелким чиновником при дворе принца Иоанна в 1197 году и стал его камергером в следующем году. Он утратил эту должность на короткое время после возвращения короля Ричарда I Львиное Сердце, а после смерти последнего в 1199 году, с воцарением Иоанна, Хьюберт вновь стал его камергером. В первые годы царствования Иоанна Хьюберт де Бург получил в награду от короля Корф в Сомерсете и три важных замка в Валлийской марке в 1201 году — Гросмонт, Скенфрит и Уайт. Он также стал шерифом Дорсета, Сомерсета, Херефордшира и Беркшира, кастеляном замков Лонкестона и Уоллингфорда. В следующем году Бург был назначен Иоанном констеблем Дуврского замка и ему был передан Фалез в Нормандии.
В 1202 году началась война между Иоанном при поддержке его матери Элеоноры Аквитанской и его племянником Артуром I, герцогом Бретани, который претендовал на владения дяди. В ходе войны Артур был взят в плен королём и помещен под стражу в замок Фалез. Хьюберт де Бург был назначен тюремщиком принца. По неподтвержденной версии ему было приказано ослепить Артура, что тот не исполнил.
Он был тяжело ранен при долгой осаде королём Франции Филиппом II замка Шинон в Нормандии в 1205 году, что могло быть причиной прекращения участия Хьюберта в государственных делах. Это подтверждается временным исчезновением упоминаний о нём из исторических источников.
В 1213 году он был назначен сенешалем Пуатье с целью вторжения во Францию, которое закончилось катастрофически для Иоанна в следующем году.
В источниках от 1215 года Хьюберт упоминается как смотритель Пяти портов, и, хотя управление этим постом совместно с должностью констебля Дуврского замка не было урегулировано до окончания баронских войн, между двумя назначениями прошел длительный период.
Хьюберт де Бург остался верен королю Иоанну во время восстания баронов в конце его царствования. Великая хартия вольностей упоминает его как одного из тех, кто советовал подписать грамоту королю. Его подпись, вместе с подписями двадцати пяти других сторонников короля, стоит на Великой хартии вольностей в качестве гаранта её соблюдения. Король сделал его главным юстициарием Англии в июне 1215 года. В 1216 году Иоанн умер, его преемникам стал несовершеннолетний Генрих III.

### Регентство. Последние годы жизни
Хьюберт играл важную роль в обороне Англии от вторжения принца Людовика Французского, сына Филиппа II. Людовик был признан королём Англии многими баронами и королём Шотландии. Первой целью Людовика был захват Дуврского замка, обороной которого командовал Хьюберт де Бург. Замок выдержал длительную осаду летом и осенью 1216 года, и Людовик был вынужден удалиться. На следующее лето Людовик не мог продержаться без подкрепления из Франции. Хьюберт собрал небольшой флот, который победил крупные французские силы в битве при Дувре и в битве при Сандвиче, что в конечном итоге привело к полному выводу французских войск из Англии.
После смерти графа Пембрука Уильяма Маршала в 1219 году, Хьюберт фактически стал регентом Англии, что привлекло к нему много противников. Когда Генрих III достиг совершеннолетия в 1227 году, Хьюберту де Бургу был передан в управление замок Монтгомери в Поуисе и титул графа Кента. Он оставался одним из самых влиятельных людей при дворе. 27 апреля 1228 года он был объявлен главным юстициарием пожизненно. Но в 1232 году заговоры врагов, наконец, удались, и он был отстранен от должности и вскоре был заключен в тюрьму. Он бежал из замка Девизес и присоединился к восстанию Ричарда Маршала в 1233 году. В 1234 году, Эдмунд Рич, архиепископ Кентерберийский осуществил примирение. Хьюберт де Бург официально снял с себя полномочия юстициария 28 мая 1234 года, хотя он не обладал реальной властью начиная с сентября 1232 года. Решение по лишению Хьюберта всех титулов было отменено епископом Уинчестера Уильямом Рэли в 1234 году, и на время Хьюберту был возвращен титул графа Кента. Его владения и титулы вновь подверглись конфискации в 1239 году, но он частично сохранил своё положение путём предоставления несколько замков королю, в том числе три замка в Уэльсе, которые он получил в 1201 году.
Брак дочери Хьюберта Маргариты с молодым Ричардом де Клером, графом Глостера, принес ему некоторые неприятности в 1236 году, так как граф был еще несовершеннолетним и находился под опекой короля и брак был заключен без королевского разрешения. Хьюберт, однако, возразил, что свадьба состоялась без его ведома, и обещал заплатить королю деньги. В конце концов брак либо был аннулирован или Маргарита уже к тому времени скончалась.
Он умер в 1243 году в Банстеде, в графстве Суррей и был похоронен в церкви Черных Монахов в Лондоне.
Хьюберт де Бург является персонажем пьесы Уильяма Шекспира «Король Иоанн» и экранизаций этого произведения.

## Брак и дети

Герб Хьюберта де Бурга

Помолвлен 28 апреля 1200: Джоан де Ревьер (ум. после 1233), дочь Уильяма де Ревьера, 5-го графа Девона. В том же году помолвка была расторгнута.
1-я жена: Беатриса де Варенн (ум. до 12 декабря 1214), дочь Уильяма де Варенн, лорда Вормгея и Беатрисы де Пьерпон, вдова Ральфа и Доона (ум. 1205), лорда Бардольфа. Дети:
- Джон (ум. после 1271)
- (?) Хьюберт (1240), родоначальник баронов Гейнсборо

2-я жена с сентября 1217: Изабелла Глостерская (ок. 1173 — 14 октября 1217), дочь Уильяма Фиц-Роберта, графа Глостера и Мабель Фиц-Роберт. Её первым мужем был король Иоанн, брак был расторгнут. Детей не имели.
3-я жена с 1221, развод в 1232: Маргарита Шотландская (1193—1259), дочь Вильгельма I Льва, короля Шотландии, и Ирменгарды де Бомон. Дети:
- Маргарита (Маготта) (1223 — ноябрь 1237); муж с 1237 (без разрешения короля, брак сразу был расторгнут): Ричард де Клер (4 августа 1222 — 15 июля 1262)